# Joanna Cieślik
Joanna Cieślik z domu Kaszubowska (ur. 1 stycznia 1961, zm. 18 maja 2024) – polska działaczka społeczna, wieloletnia dyrektor Miejskiego Ośrodka Pomocy Społecznej (MOPS) w Przasnyszu, inicjatorka licznych programów wsparcia dla osób niepełnosprawnych oraz projektów przeciwdziałania przemocy w rodzinie.

## Życiorys
Joanna Cieślik urodziła się 1 stycznia 1961 roku w Przasnyszu. Była absolwentką przasnyskiego Liceum im. Komisji Edukacji Narodowej. W 1986 roku ukończyła studia magisterskie na kierunku Administracja na Wydziale Prawa i Administracji Uniwersytetu Marii Curie Skłodowskiej w Lublinie. W latach 1990-1993 pracowała w Urzędzie Miasta w Przasnyszu. W 1993 roku objęła stanowisko dyrektora MOPS w Przasnyszu, które piastowała przez ponad 30 lat aż do swojej śmierci w 2024 roku. Zmarła 18 maja 2024 roku w wieku 63 lat. Uroczystości pogrzebowe odbyły się 22 maja w parafii Chrystusa Zbawiciela w Przasnyszu, z udziałem rodziny, przedstawicieli władz samorządowych oraz mieszkańców miasta. 

## Działalność społeczna
Jako dyrektor Miejskiego Ośrodka Pomocy Społecznej w Przasnyszu Joanna Cieślik była twórcą lokalnego systemu wsparcia dla osób niepełnosprawnych. W 1995 roku zainicjowała powstanie Ośrodka Rehabilitacji dla Dzieci i Młodzieży Niepełnosprawnej oraz w 1997 roku pierwszego w byłym województwie ostrołęckim Środowiskowego Domu Samopomocy dla osób z niepełnosprawnością intelektualną. Była pomysłodawcą programu „Wolontariat w Miejskim Ośrodku Pomocy Społecznej”, którego realizację rozpoczęto w 2002 roku. Był to pierwszy taki program w regionie.
Joanna Cieślik była także autorem nowatorskiego projektu aktywizującego społeczność lokalną na rzecz rozwiązywania trudnych problemów społecznych, w wyniku którego została powołana Koalicja na Rzecz Przeciwdziałania Przemocy w Rodzinie. Utworzyła również Ośrodek Interwencji Kryzysowej oraz Klub Integracji Społecznej w Miejskim Ośrodku Pomocy Społecznej. Była również inicjatorką programu „Przysługa za przysługę – Bank Czasu” , uruchomionego w ramach projektu „Potencjały – nowe formy kapitału społecznego w gminie miejskiej Przasnysz”. Program polegał na bezpieniężnej wymianie usług między mieszkańcami i miał na celu integrację lokalnej społeczności, zarówno osób potrzebujących, jak i tych oferujących wsparcie. Umożliwiał wzajemną pomoc oraz budowanie relacji opartych na zaufaniu i zaangażowaniu społecznym. Joanna Cieślik była także członkiem Zespołu Doradczego w Ministerstwie Rodziny, Pracy i Polityki Społecznej do spraw wdrażania Programu Funduszy Europejskich na Pomoc Żywnościową w latach 2014 – 2020 oraz 2021 – 2027. Współpracowała z Instytutem Pracy i Spraw Socjalnych w Warszawie oraz z Uniwersytetem Kardynała Stefana Wyszyńskiego. W latach 2007 – 2009 pełniła funkcję Przewodniczącej Zarządu Mazowieckiego Forum Ośrodków Pomocy Społecznej, a w maju 2024 roku została wybrana wiceprzewodniczącą tego zarządu. Była również pomysłodawcą i twórcą projektu Centrum Opiekuńczo-Mieszkalnego w Przasnyszu, które ma zostać oddane do użytku w 2025 roku.
Wraz z Fundacją Solidarności Międzynarodowej (fundacja Skarbu Państwa) zorganizowała w ramach projektu finansowanego przez Ministerstwo Spraw Zagranicznych i ambasadę amerykańską w Kijowie wizytę studyjną dla dwudziestoosobowej grupy z okręgu żytomierskiego z Ukrainy, która zapoczątkowała współpracę i wymianę doświadczeń.
Po wybuchu wojny rosyjsko - ukraińskiej zorganizowała pomoc niezbędnych artykułów dla miasta Berdyczów. Objęła opieką uchodźców docierających do Przasnysza organizując Punkt Konsultacyjny, oferujący wszechstronną pomoc w postaci pomocy tłumacza, pomocy prawnej, organizacyjnej, a także w postaci żywności, ubrań, materiałów higienicznych zebranych od mieszkańców. Od 17 marca 2022 roku z inicjatywy Joanny Cieślik rozpoczęto w MOPS naukę języka polskiego dla uchodźców przebywających w Przasnyszu. Utworzono cztery grupy językowe prowadzone przez nauczycieli języka polskiego i rosyjskiego, w ramach wolontariatu. Nauka trwała dwa lata.
Inicjator, twórca i realizator licznych programów i projektów ukierunkowanych na poprawę jakości życia mieszkańców, integrację społeczną oraz rozwój lokalnych inicjatyw. W swojej działalności koncentrowała się na wdrażaniu nowoczesnych rozwiązań w zakresie usług opiekuńczych, aktywizacji seniorów, wspierania opiekunów osób zależnych oraz budowania systemowego wsparcia dla osób zagrożonych marginalizacją społeczną.

## Realizowane programy i projekty społeczne
1. Wsparcie społeczne i przeciwdziałanie wykluczeniu:
- „Przasnysz bez przemocy” (2008) – projekt profilaktyczny ukierunkowany na przeciwdziałanie przemocy w rodzinie[20].

- „Aktywizacja społeczno-zawodowa szansą na usamodzielnienie” (2008–2014) – program wspierający osoby zagrożone wykluczeniem społecznym poprzez działania edukacyjne, psychologiczne i zawodowe[21].

- „Potencjały – nowe formy kapitału społecznego” (2020–2023) – projekt na rzecz rozwoju inicjatyw lokalnych i integracji społecznej mieszkańców Przasnysza[22].

- „Łagodzenie skutków społecznych pandemii wśród osób 60+” (2021) – projekt przeciwdziałający izolacji społecznej seniorów w czasie pandemii COVID-19[23].

2. Wsparcie dla osób niesamodzielnych i z niepełnosprawnościami:
- „Profesjonalizacja usług asystenckich i opiekuńczych” (2019) – projekt podnoszący standardy kształcenia i opieki nad osobami niesamodzielnymi[24].

- „Asystent osobisty osoby z niepełnosprawnością” (od 2019) – program wspierający samodzielność osób z niepełnosprawnościami poprzez usługi asystenckie[25].

- „Opieka wytchnieniowa” (od 2020) – projekt umożliwiający czasowe odciążenie opiekunów osób z niepełnosprawnościami[26].

- „Opieka 75+” (od 2020) – program zapewniający usługi opiekuńcze dla osób starszych w gminach wiejskich i miejsko-wiejskich.

3. Działania na rzecz seniorów:
- „Korpus Wsparcia Seniorów” (od 2022) – program oferujący wsparcie w codziennych czynnościach, pomoc wolontariuszy oraz usługi opiekuńcze dla osób powyżej 65. roku życia[27].

- „Mazowsze dla seniorów” (od 2023) – projekt realizowany w ramach wsparcia działań senioralnych w województwie mazowieckim[28].

- „Aktywny Senior” (2023) – program przasnyskiej Rady Seniorów promujący integrację i aktywizację środowisk senioralnych[29].

- „Radość, Kreatywność, Zdrowie: SeniorArt na Wysokich Obrotach” (2023) – projekt wspierający aktywność artystyczną i prozdrowotną seniorów[30].

Joanna Cieślik była ceniona przez współpracowników i lokalną społeczność za swoje podejście oraz głębokie zaangażowanie w pomoc ludziom. Dzięki jej zaangażowaniu wiele osób zyskało realne wsparcie w trudnych momentach życia.

## Nagrody i wyróżnienia
- Nagroda Ministra Pracy i Polityki Społecznej z okazji Dnia Pracownika Socjalnego (2009) - wyróżnienie indywidualne przyznane przez Minister Pracy i Polityki Społecznej Jolantę Fedak za nowatorskie inicjatywy łagodzenia i kompleksowego rozwiązywania problemów społecznych[31][32].
- Nagroda Marszałka Województwa Mazowieckiego (2012) – uhonorowanie za wybitne osiągnięcia w pracy zawodowej i społecznej na rzecz mieszkańców Mazowsza[33].
- Tytuł „Samorządowy Lider Zarządzania 2011” – nadany przez Związek Miast Polskich w uznaniu za skuteczne zarządzanie i wdrażanie nowatorskich rozwiązań w obszarze polityki społecznej[34].
- Dyplom uznania z okazji 20-lecia reformy samorządowej (2019) – przyznany podczas konferencji wojewódzkiej za szczególne zaangażowanie w działania pomocowe na rzecz osób i rodzin zagrożonych wykluczeniem społecznym[35].
- Wyróżnienie w konkursie „Policjant, który mi pomógł” (2008) – nadane przez Ogólnopolskie Pogotowie dla Ofiar Przemocy w Rodzinie „Niebieska Linia” za działalność w zakresie przeciwdziałania przemocy w rodzinie i współtworzenie lokalnej koalicji pomocowej[36].
- Uhonorowanie tablicą pamiątkową w Urzędzie Miasta Przasnysz (2024) – wyraz pamięci i uznania za zasługi na rzecz lokalnej społeczności[37].

W okresie kierowania przez Joannę Cieślik Miejskim Ośrodkiem Pomocy Społecznej w Przasnyszu, jednostka ta była wielokrotnie wyróżniana za innowacyjne działania i aktywność społeczną. W 2011 roku MOPS otrzymał wyróżnienie specjalne Marszałka Województwa Mazowieckiego za organizację i rozwój wolontariatu na rzecz osób potrzebujących. Rok później, w 2012, placówka została laureatem konkursu „Organizacja Przyjazna Wolontariuszom”, organizowanego przez Urząd Marszałkowski Województwa Mazowieckiego, uzyskując uznanie za wysokie standardy współpracy z wolontariuszami.

## Śmierć i upamiętnienie
Joanna Cieślik zmarła 18 maja 2024 roku w wieku 63 lat. Jej odejście było dużą stratą dla lokalnej społeczności. Władze miasta ogłosiły żałobę, a w sali konferencyjnej Urzędu Miasta umieszczono tabliczkę pamiątkową na jej cześć.